# Magnarp
Magnarp är en fd ort, numera stadsdel, i Ängelholm i Ängelholms kommun.
Magnarp räknas in i Ängelholms tätort. Magnarp har en skola, populära sandstränder samt en småbåtshamn nere vid Magnarps strand. Magnarp gränsar till Vejbystrand i norr, och mellan dessa stadsdelar ligger det en hed samt några småskogar. Även utanför Magnarp finns det småskogar. Ortnamnet kan härledas till 1500-talet, dock i annan form.
Kontrasten mellan västra och östra delen av Magnarp är stor. Västra delen karaktäriseras av en modern villabebyggelse, medan den östra delen har bevarat sin traditionella jordbrukskaraktär.

## Historia
Magnarp har varit bebott sedan förhistorisk tid. Området i och runt Magnarp har gott om fornlämningar, både från sten- och bronsålder. Det som i dag kan ses i kulturmiljön är gravhögar från äldre bronsålder (1800-1100 f.Kr.), bl.a. de s.k. "Bökehögarna" norr om vägen mot Magnarp samt "Varehög" som ligger på en åkerholme vid kustsidan av Magnarps byaväg.
Under senmedeltiden stiger namnet Magnarp upp ur det historiska källmaterialet. 1524 kallas byn för Manerop i Krabbes jordebok men 1574 skrevs byn Magnerup och efter 1662 har man funnit stavningen Mannarp. På Buhrmanns karta över Skåne från 1684 kallas byn Meinarp. Förledet Magna kommer troligen från mansnamnet Magni, och slutleden -rup och -arp betyder "torp" i betydelsen nybygge..
Magnarp var tidigare en ort som helt försörjde sig genom jordbruk och fiske. 1662 bestod hela Magnarp av två hela och två halva skattehemman. Kyrkojorden verkar ha varit liten, och Magnarp hade alltså en hög andel självägande bönder vilket kan förklara att bytomten under denna tid var ovanligt spretig och oregelbunden. Flera av de ursprungliga gårdarna från denna tid ligger kvar på samma plats som under skiftena.. Under 1700- och 1800-talet hade miljön en öppen karaktär, utan högskog. Bebyggelsen var koncentrerad kring byvägen och den buktande vägen ner mot hamnen. Några hus fann även placerade längs vägen mot Vejby. Runt år 1826 skedde ett ganska sent skifte, och Magnarp bestod då av sex gårdar. 16 jordbrukare ägde all mark, och samtliga hade fiske som extrainkomst. 1839 påbörjades ett laga skifte, och de krokiga vägarna rätades ut och det drogs upp raka gränser på ägorna som markerades med stenmurar. Bebyggelsen var vid denna tid uppförda i korsvirke, skiftesverk eller murad gråsten med tak av halm. Många gårdar hade fruktträd och odlade humle. Vid strandgårdarna fanns det upp mot 80 fruktträd planterade. På 1860-talet hade bebyggelsen ökat. Miljön var fortfarande öppen och relativt trädlös. På 1930-talet hade landskapet förvandlats till ett fullåkerslandskap. Under denna tid började man även bebygga den sydöstra delen av byn vid kusten, där fritidshus dyker upp.
Hamnen, som idag är utbyggd ett flertal gånger, grundlades 1892 på samma plats där man tidigare drog upp båtar. Den 11 februari 1927 grundades Magnarps Badortsförening, med löjtnant Emerik Bauge som initiativtagare. I slutet av  1920-talet började turistnäringen därför att bli allt viktigare, och pensions- och koloniverksamhet växte upp. Bauge lyckades också få statsanslag till hamnen i Magnarp, vilket gynnade både socknen och badgästerna. Efter det började sommargäster att bygga egna hus på orten. Stranddelen av Magnarp kallas idag för Magnarpsstrand. Samhället Björkhagen sydost om Magnarp var före ca 1940 en del av Magnarp och fick då efter att ett större antal tomter avstyckats eget namn.